# Phyllogomphoides audax
Phyllogomphoides audax – gatunek ważki z rodziny gadziogłówkowatych (Gomphidae). Występuje na terenie Ameryki Południowej.